# Мика Алас (Београд)
Мика Алас је викенд-насеље на десној обали Дунава, на територији београдске општине Палилула.

## Положај
Насеље се налази у банатском делу Палилуле, на месту где се Јојкићев Дунавац улива у Дунав, прекопута аде Кожаре. Смештено је у делу између реке и насипа који штити Панчевачки рит од поплава. Припада месној заједници Дунавски венац, односно насељу Крњача. Иако је званично део уже градске територије Београда (статистичког насеља Београд), насеље је у урбаном смислу потпуно одвојено од остатка града.

## Географија
Мика Алас се протеже дуж Јојкићевог Дунавца, 200 метара од ушћа у Дунав. Када је прокопан 1950-их, канал је био широк 70 метара. Услед наноса муља, до 2020-их неки делови канала су сужени на само 7 метара. Канал је у ствари 6 километара дуг завршни део каналисаног Визеља. Комуналне службе, које су секле тополе са терена око Јојкићевог Дунавца, оставиле су дебла и грање у каналу, тако да се до 2020. године направила брана која је потпуно одсекла Јојкићев Дунавац од Дунава. Дунавац је претворен у бару, вода је поцрнела а умирање риба, лабудова и патака се наставило.
Од риба у околним водама, могу да се нађу сом, шаран, смуђ, деверика, бели толстолобик, штука, дугоноса кечига, мрена, буцов и друга бела риба.

## Карактеристике
У питању је викенд-насеље, што значи да нема сталног становништва. Међутим, од 50-ак кућа у насељу, у 20-ак су се током времена породице преселиле за стално, док остале служе за посете викендом. Насеље није урбано повезано са остатком Београда. Најближа је Крњача, на истоку, на око 1,5 километар удаљености. Насеље је названо по једном од највећих српских математичара, Михаилу Петровићу Аласу, који је био и пасионирани риболовац.
Насеље су подигли рибари, међутим њихов број се стално смањивао тако да су 2021. године остала само три професионална аласа, док их је деценију раније било 12. Лош утицај на рибарење, поред загађености Јојкићевог Дунавца, су и временски услови на овом делу Дунава који ограничавају рибарење, пре свега магла и кошава, која на реци подиже таласе високе и по 2.5 метра. Још један разлог за одумирање заната је генерално слаба потрошња риба у исхрани у Србији. Већа потражња постоји само у случају празника и слава које падају у периоду поста, попут Светог Николе (19. децембар) или Бадњег дана (6. јануар)